# Cheb
Cheb (în germană Eger; ) este un oraș cu 33.462 de locuitori din regiunea Karlovy Vary, Okres Cheb, Cehia de vest. Orașul este situat pe cursul râului Eger în Egerland (Vogtland) din Boemia.

## Personalități născute aici
- Ilona Csáková (n. 1970), cântăreață.